# Biserica reformată-calvină din Tiocu de Jos

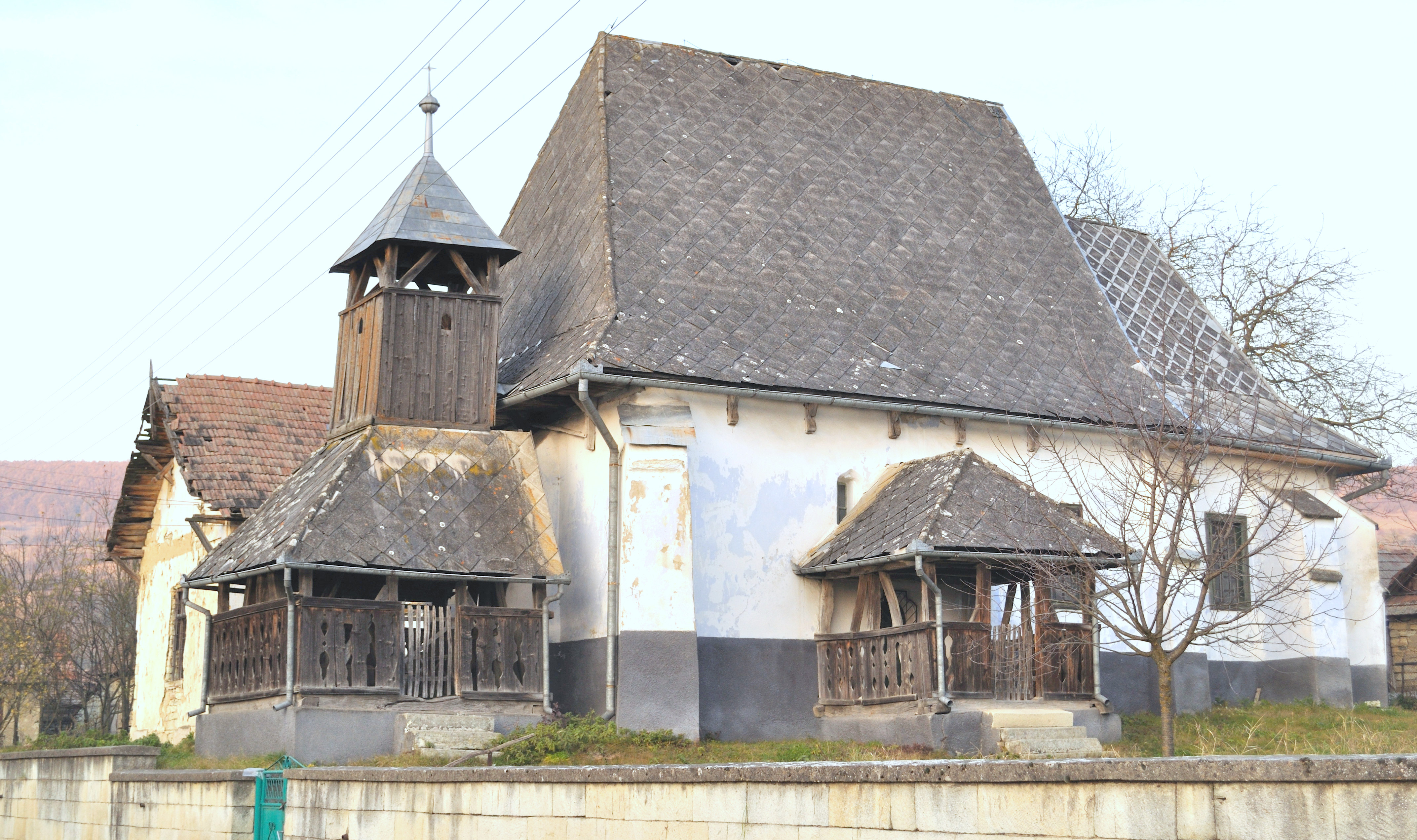
Biserica reformată din Tiocu de Jos
, comuna Cornești, județul Cluj, foto: octombrie 2010.

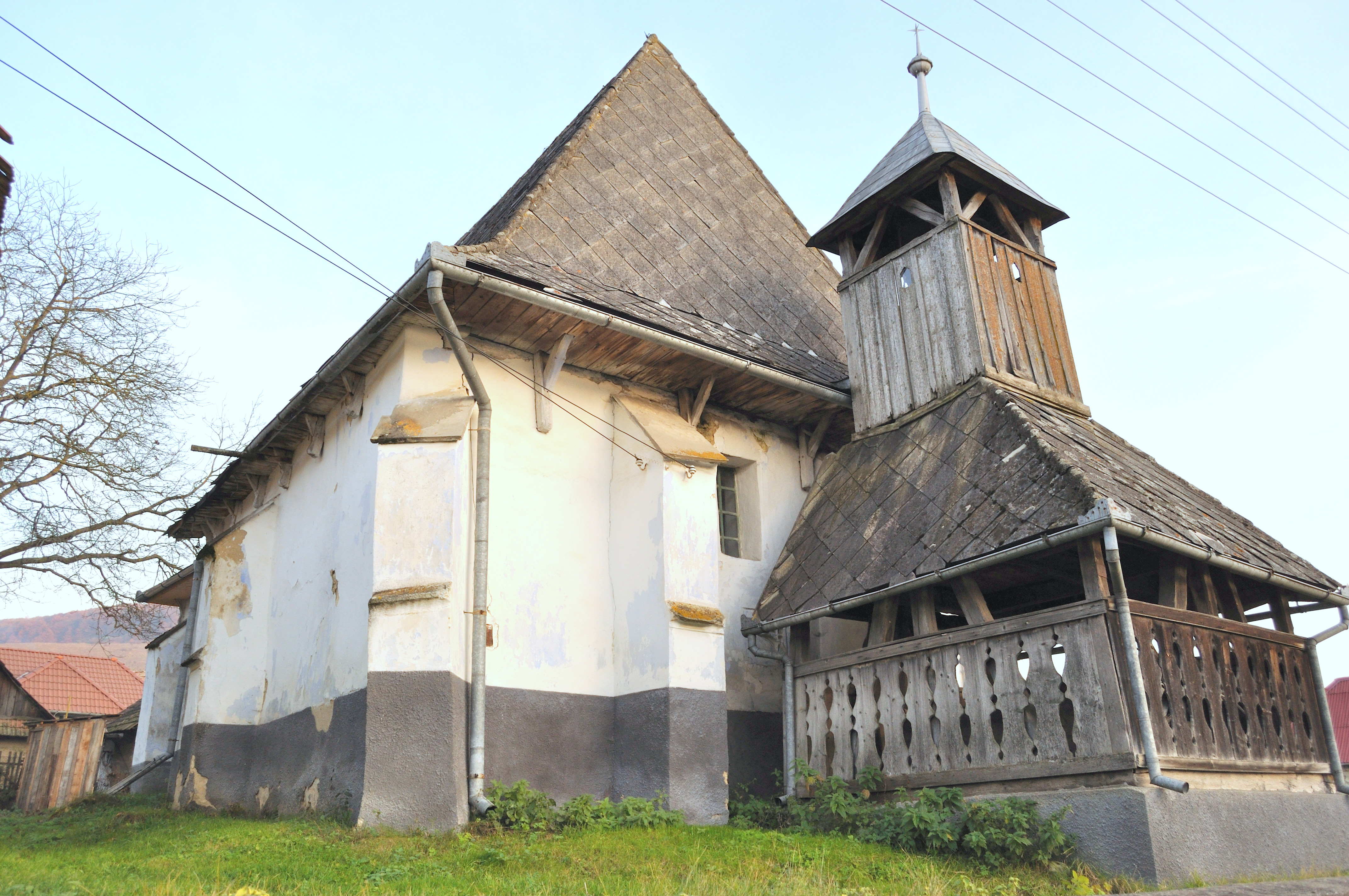
Biserica reformată din Tiocu de Jos
, comuna Cornești, județul Cluj, foto: octombrie 2010.

Biserica Reformată-Calvină din Tiocu de Jos, comuna Cornești, județul Cluj, a fost construită în secolul al XIV-lea. Este monument istoric, cod LMI CJ-II-a-B-07782.

## Localitatea
Tiocu de Jos (în maghiară Alsótök) este un sat în comuna Cornești din județul Cluj, Transilvania, România. Prima mențiune documentară este din anul 1392.

## Biserica
Biserica a fost construită în secolul al XIV-lea, cu o singură navă, fără turn, iar sanctuarul său are un plan pătrat. Naosul este acoperit cu un tavan nevopsit. Poarta de sud, aflată în uz, este împodobită cu un cadru gotic din piatră. În fața fațadei vestice a bisericii se află o clopotniță din lemn.
Cu ajutorul unei subvenții guvernamentale în 2016 s-a făcut o cercetare la fața locului, inclusiv o analiză dendrocronologică. S-au prelevat probe de lemn dintr-un total de 34 de elemente, din structura acoperișului de deasupra sanctuarului și a navei, din grinzile de tavan de deasupra navei și din clopotniță. Pe baza acestor probe, podeaua navei poate fi datată de la jumătatea și din a doua parte a secolului al XVII-lea, iar grinda de tavan provine din lemn de stejar tăiat în vara anului 1757. Cele mai vechi elemente din structura acoperișului s-au dovedit a fi grinzile de legătură ale punții de vest. Una este realizată din lemn de stejar tăiat în jurul sau după 1540, iar cealaltă în jurul anilor 1552-1556.

## Imagini

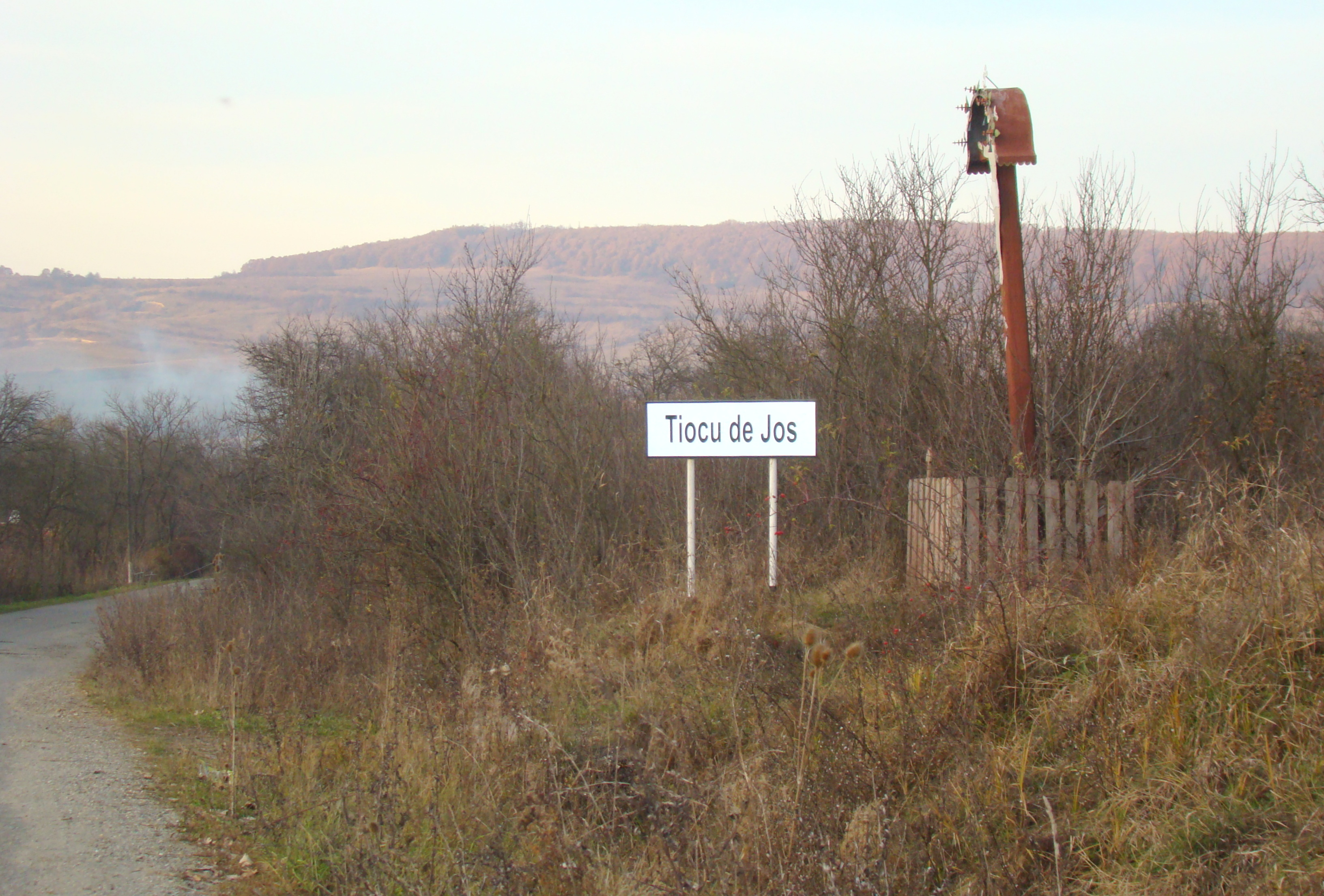
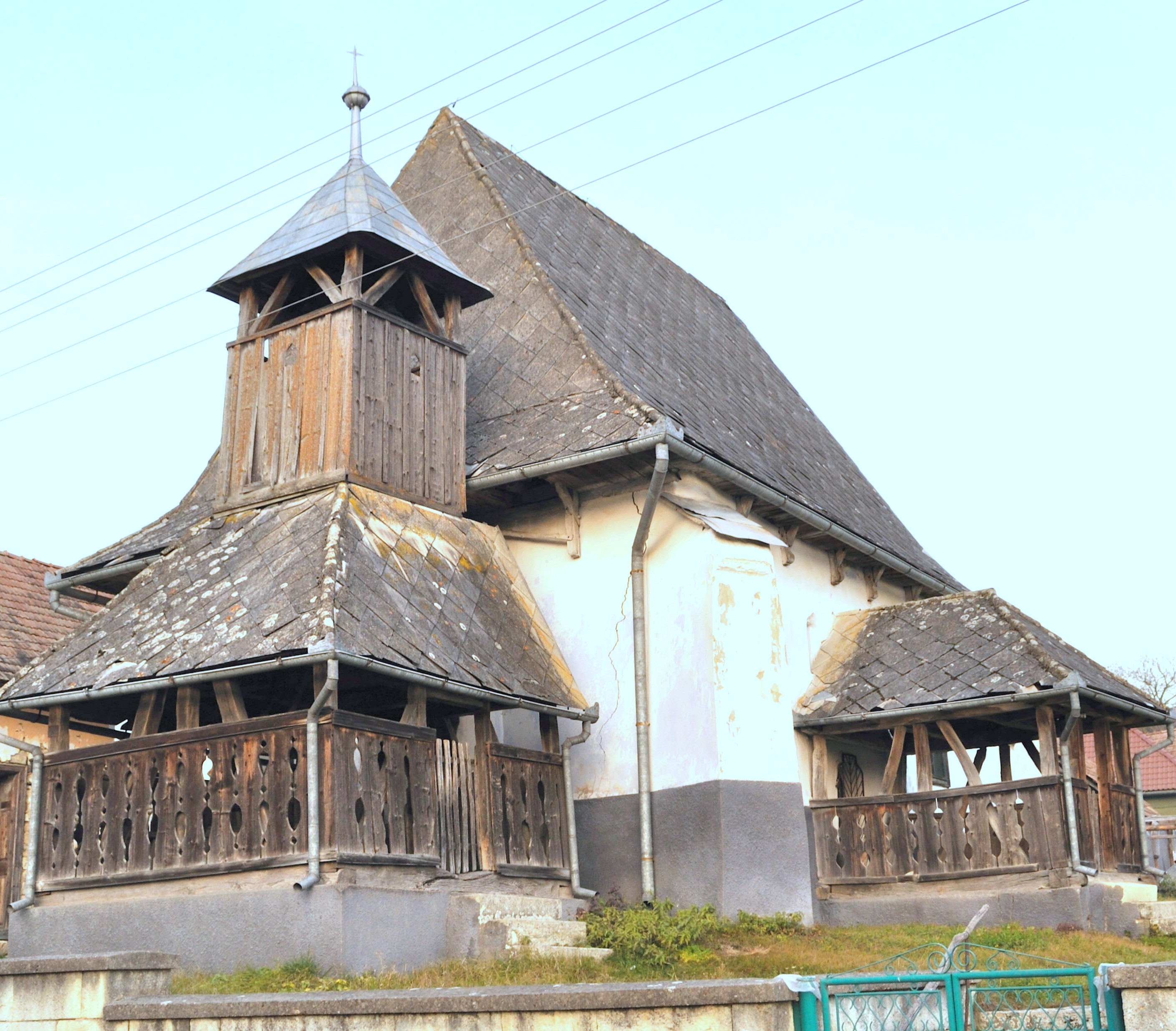
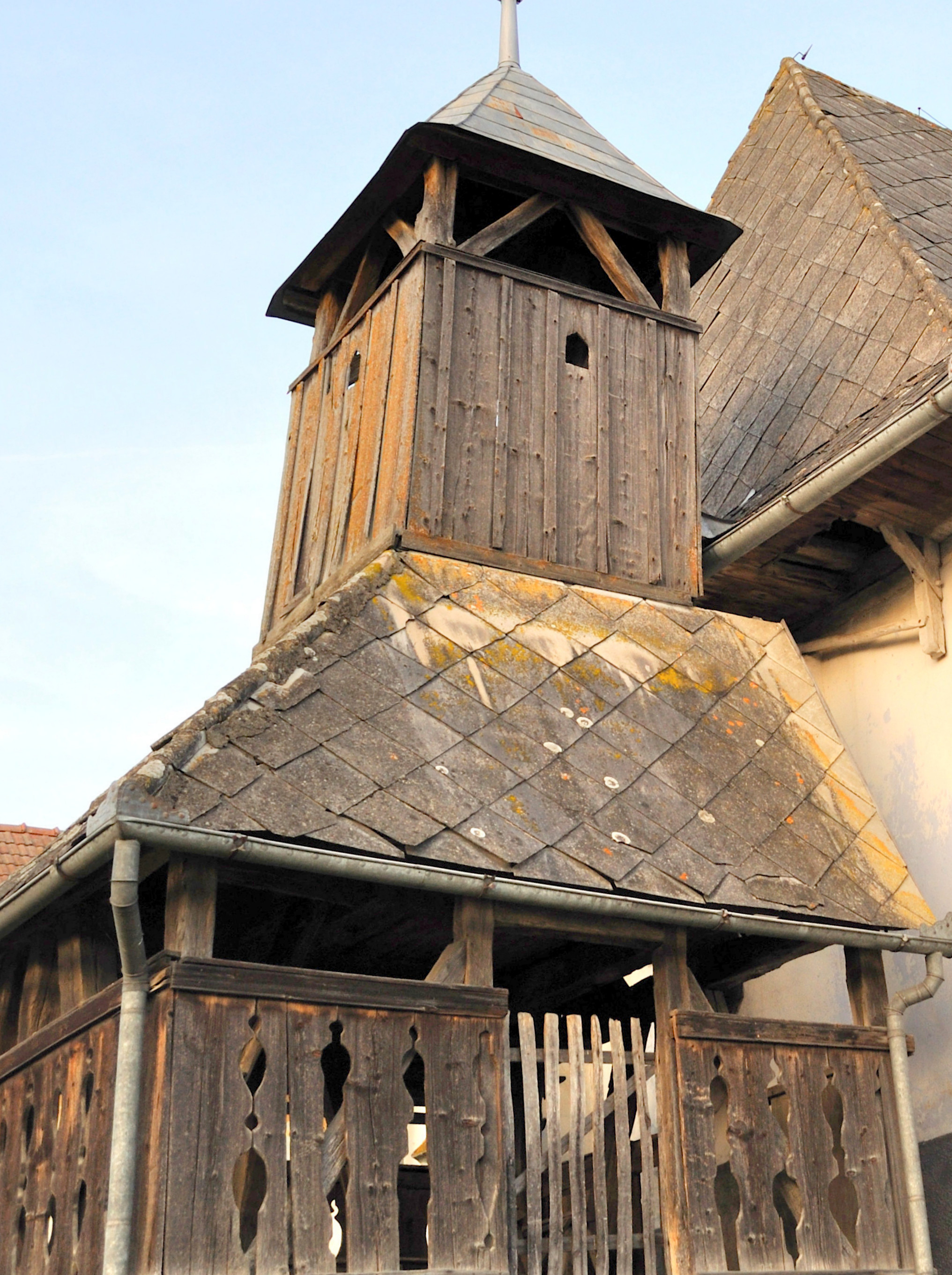
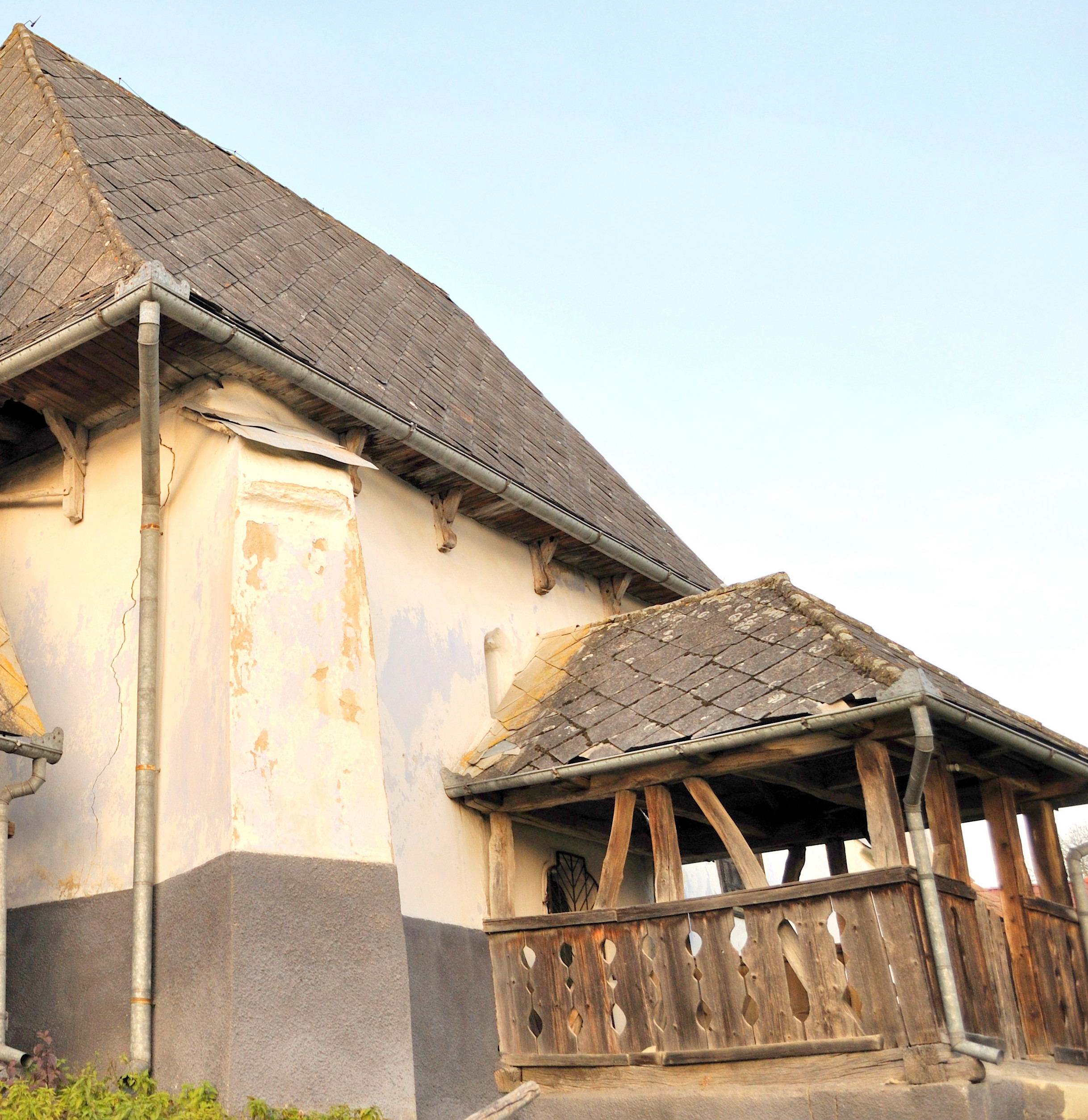
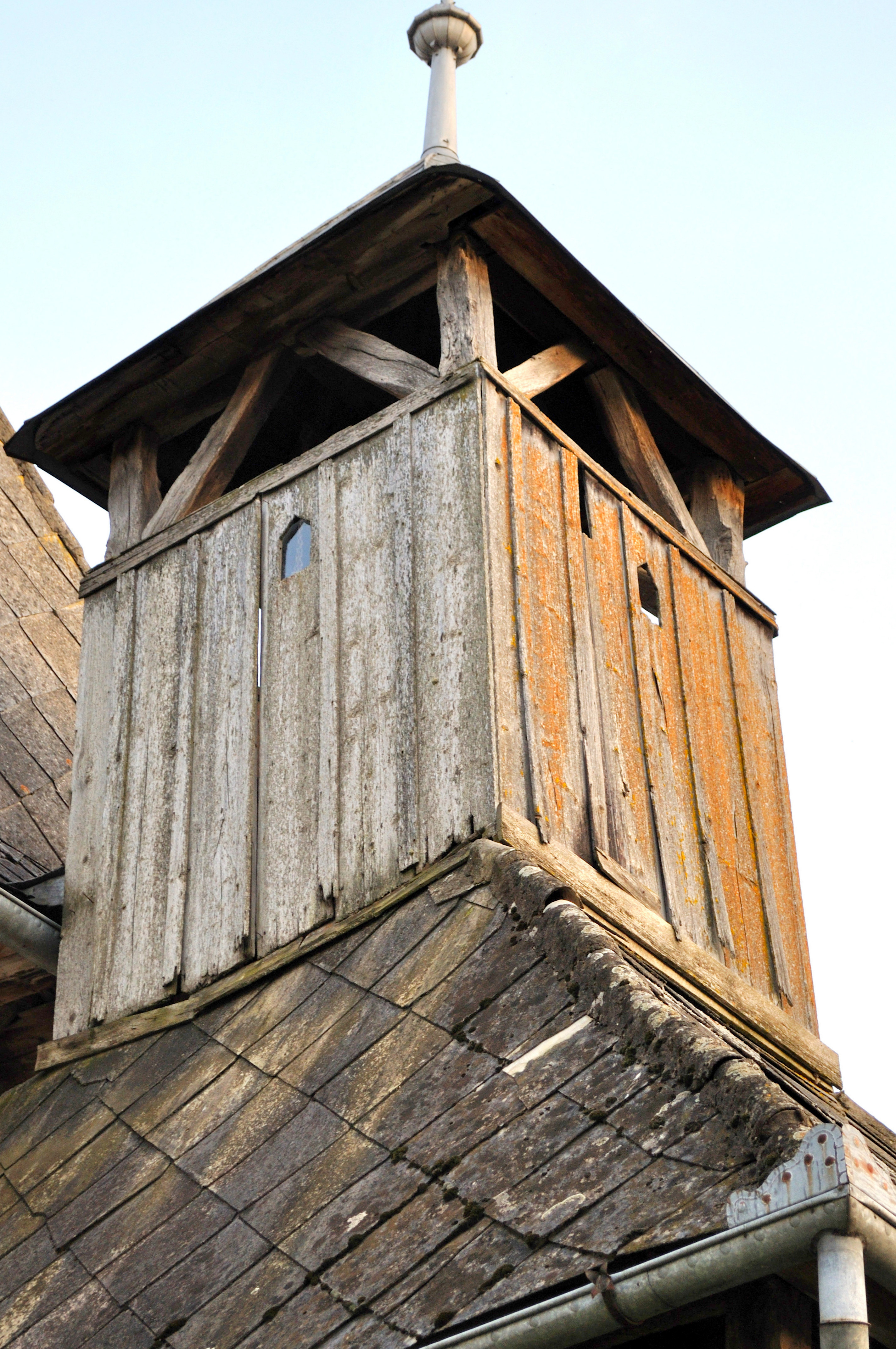
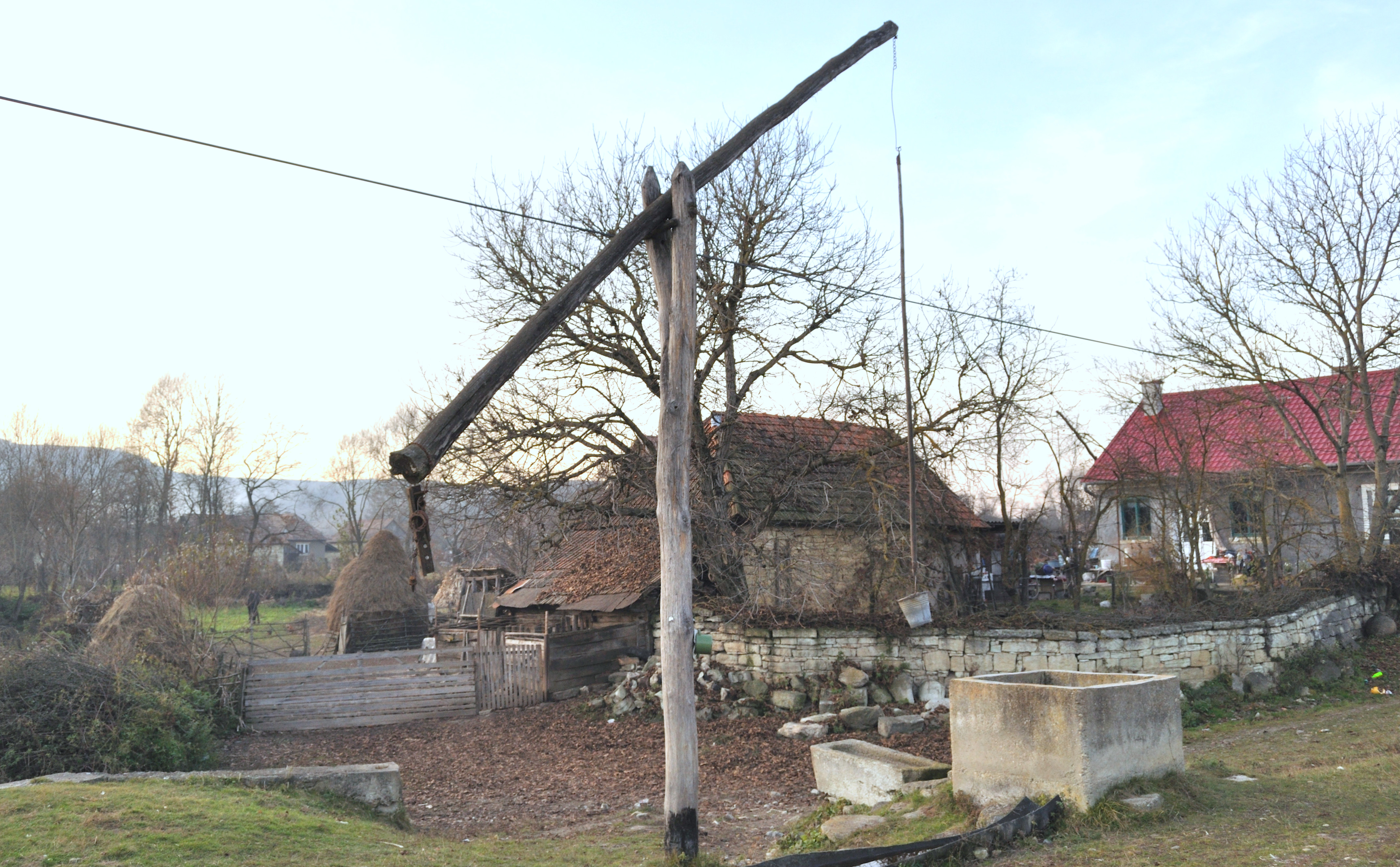